# Sint-Ceciliakerk (Lekkum)
De Sint-Ceciliakerk is een kerkgebouw in Lekkum in de Nederlandse provincie Friesland.

## Geschiedenis
De door Frederik van Hallum gestichte kerk was oorspronkelijk gewijd aan Sint Cecilia. Deze middeleeuwse kerk werd in 1778 vervangen door een zaalkerk in opdracht van grietman Ulbo van Burmania. In 1896 werd de zadeldaktoren vervangen door een toren met ingesnoerde spits. In de toren hangen twee klokken uit 1512 en 1548. De kerk werd in 1967 een rijksmonument. Het orgel uit 1828 werd gemaakt door L. van Dam en Zonen.

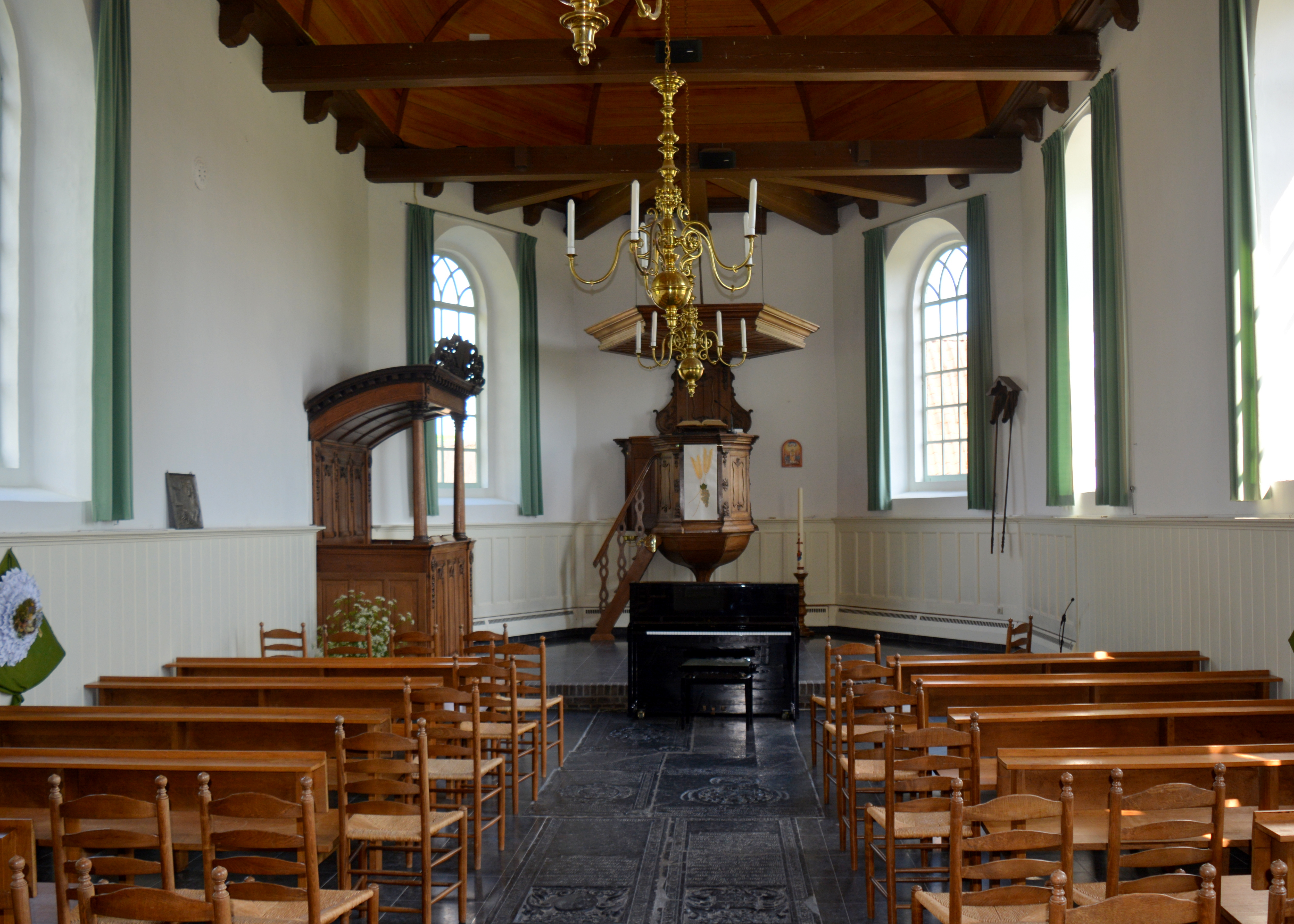
Interieur met preekstoel (2017)
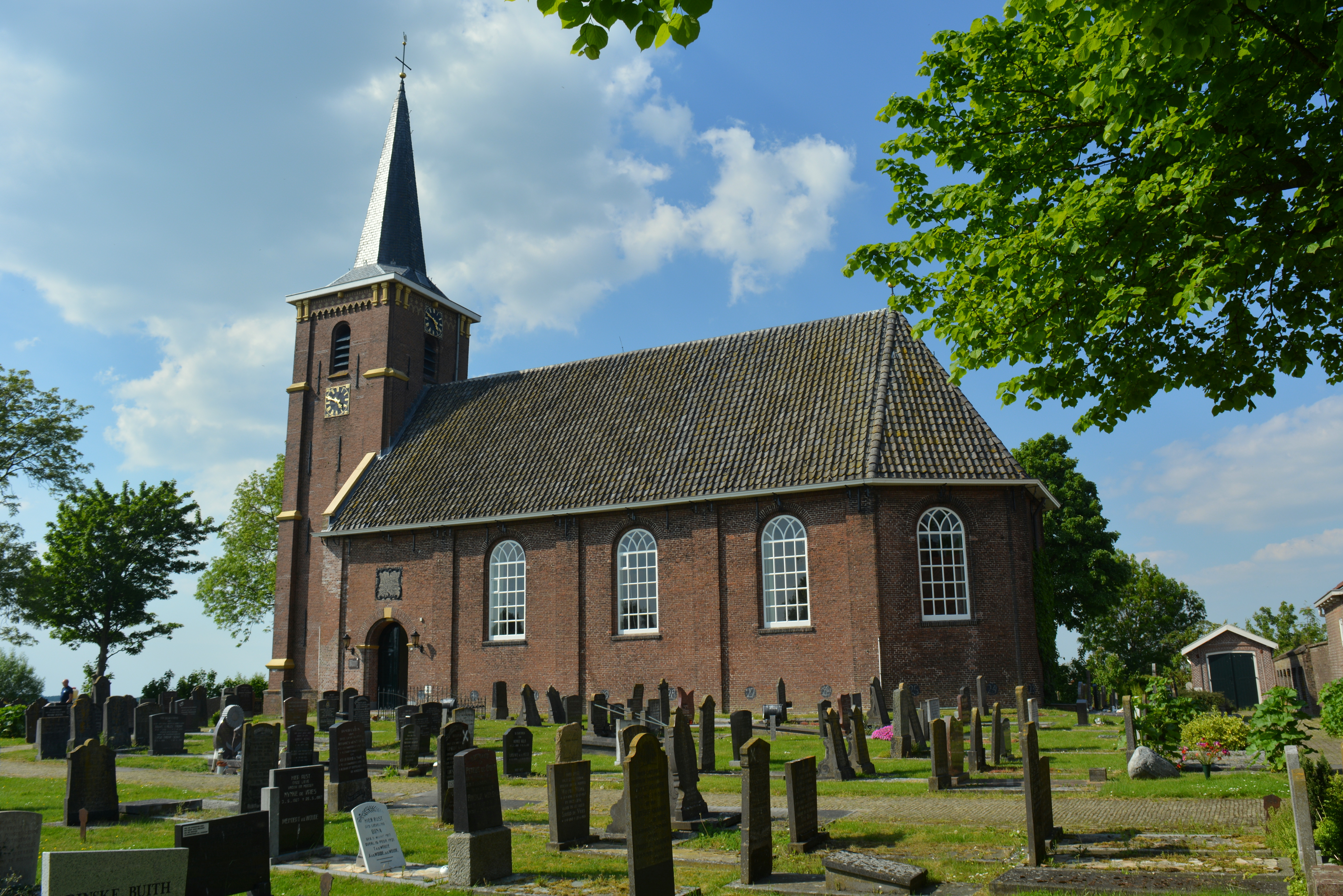